# كيفن بي. أندرسون
كيفن بي. أندرسون (بالإنجليزية: Kevin B. Anderson)‏ هو عالم اجتماع أمريكي، ولد في 1948.

## وصلات خارجية
- الموقع الرسمي